# Cooper Healey
Cooper Healey ist eine südafrikanische Automarke.

## Unternehmensgeschichte
Ricky Cooper leitet das Unternehmen mit Sitz in Knysna. Seine Söhne Marck und Gavin unterstützen ihn dabei. 2011 begann die Produktion von Automobilen. Der Markenname lautet Cooper Healey. Bisher entstanden etwa elf Fahrzeuge, wobei das elfte Fahrzeug für einen Kunden aus Neuseeland bestimmt war.

## Fahrzeuge
Im Angebot stehen Nachbildungen des Austin-Healey 100. Die Basis bildet ein Rohrrahmen. Darauf wird eine offene Karosserie aus glasfaserverstärktem Kunststoff (Fiberglas) montiert. Der Sechszylindermotor stammt von BMW.